# قرار مجلس الأمن التابع للأمم المتحدة رقم 1091
قرار مجلس الأمن التابع للأمم المتحدة رقم 1091، الذي اتخذ دون تصويت في جلسة مغلقة عقدت في 13 كانون الأول / ديسمبر 1996، أقر المجلس بمساهمات الأمين العام المنتهية ولايته، بطرس بطرس غالي، الذي ستنتهي ولايته في 31 كانون الأول / ديسمبر 1996.
واعترف مجلس الأمن بالدور الذي لعبه بطرس غالي في توجيه الأمم المتحدة في الاضطلاع بمسؤولياتها بموجب ميثاق الأمم المتحدة. كما أشار إلى جهوده لإيجاد حلول دائمة للنزاعات في جميع أنحاء العالم وأشاد بالإصلاحات التي أجراها لإعادة هيكلة وتعزيز منظومة الأمم المتحدة.
ويقر القرار بالمساهمة التي قدمها بطرس غالي للسلم والأمن الدوليين، والجهود المبذولة لحل المشاكل الدولية، والجهود المبذولة لتلبية الاحتياجات الإنسانية وتعزيزه لحقوق الإنسان والحريات الأساسية لجميع الناس. واختتم بالإعراب عن تقديره لتفانيه في أحكام ميثاق الأمم المتحدة وتنمية العلاقات الودية بين الدول.
وهذه هي المرة الثانية التي يتخذ فيها مجلس الأمن قراراً بالتزكية.

## روابط خارجية
- نص القرار في undocs.org